# PGC 8163
LEDA/PGC 8163, auch UGC 1630, ist eine Spiralgalaxie vom Hubble-Typ Sb mit ausgedehnten Sternentstehungsgebieten im Sternbild Widder auf der Ekliptik. Sie ist schätzungsweise 202 Millionen Lichtjahre von der Milchstraße entfernt und hat einen Durchmesser von etwa 70.000 Lichtjahren. Vom Sonnensystem aus entfernt sich das Objekt mit einer errechneten Radialgeschwindigkeit von näherungsweise 4.400 Kilometern pro Sekunde. Sie gilt als Mitglied der kleinen NGC 820-Gruppe LGG 48.
Im selben Himmelsareal befinden sich unter anderem die Galaxien PGC 8112, PGC 1472900, PGC 1473640, PGC 3090698.